# Liste der Frauendenkmäler in der Freien Hansestadt Bremen
Die Liste der Frauendenkmäler in der Freien Hansestadt Bremen nennt alle aktuell existierenden Frauendenkmäler in der Freien Hansestadt Bremen, namentlich Bremen und Bremerhaven.
Im Stadtstaat Bremen gibt es acht Denkmäler im öffentlichen Raum, die einer real existierenden Frau gewidmet sind. Nicht berücksichtigt werden fiktive Personen wie beispielsweise Germania und nicht persönlich bestimmbare Persönlichkeiten, die stellvertretend für eine größere Frauengruppe stehen, wie beispielsweise die Trümmerfrau oder allgemein die Arbeiterinnen. Diese Liste stellt ein Kataster dar, das auch als Arbeitsliste dienen kann.

## Standorte und Beschreibung
| Person                                         | Lebensdaten          | erlangte Bekanntheit                                                                                       | Denkmal seit / Material  | Denkmal von        | Standort                             | Bild | Bemerkungen                                                                              |
| ---------------------------------------------- | -------------------- | --- | ------------------------ | ------------------ | ------------------------------------ | --- | ---------------------------------------------------------------------------------------- |
| Emma von Lesum (Gräfin-Emma-Denkmal)           | * um 975/980; † 1038 | Einer weit verbreiteten Legende nach Stifterin des Bürgerparks und erste namentlich nachweisbare Bremerin. | 2009                     | Christa Baumgärtel | Hindenburgstraße, 28717 Bremen, Lage | | Wurde nach ihrem Tod als Heilige verehrt                                                 |
| Gesche Gottfried                               | * 1785; † 1831       | "Giftmörderin"                                                                                             | Granit                   | –                  |                                      | | Im Stadtteil Gröpelingen wurde der Gesche-Gottfried-Weg nach ihr benannt                 |
| Mudder Cordes                                  | * 1815; † 1905       | Bremer Stadtoriginal                                                                                       | 1987                     | Christa Baumgärtel | Lage                                 | | In Bremen-Gröpelingen wurde der Mudder-Cordes-Weg nach ihr benannt                       |
| Ottilie Hoffmann (Ottilie Hoffmann (Skulptur)) | * 1835; † 1925       | Pädagogin und Sozialpolitikerin                                                                            | 1987, Bronze             | Jürgen Cominotto   | Lage                                 | Bild gesucht Die Wikipedia wünscht sich an dieser Stelle ein Bild vom hier behandelten Ort. Falls du dabei helfen möchtest, erklärt die Anleitung , wie das geht. BW | In Bremen-Schwachhausen liegt die Ottilie-Hoffmann-Straße zwischen Buse- und Emmastraße. |
| Agnes Heineken (Agnes-Heineken-Denkmal)        | * 1872; † 1954       | Pädagogin, Frauenrechtlerin und Bremer Politikerin                                                         | 1957, Stein              | Kurt Lettow        | Lage                                 | |                                                                                          |
| Magdalene Pauli                                | * 1875; † 1970       | Schriftstellerin                                                                                           | 2001, Bronze             | Claus Homfeld      | Lage                                 | |                                                                                          |
| Paula Modersohn-Becker                         | * 1876; † 1907       | Malerin und eine der bedeutendsten Vertreterinnen des frühen Expressionismus                               | 1899, Bronze             | Clara Westhoff     | Lage                                 | | Weitere Denkmäler auf dem Friedhof Worpswede und auf der Mathildenhöhe Darmstadt.        |
| Granatfrau                                     | * 1914; † 1992       | Marktfrau (Krabben)                                                                                        | 1988, Kupfer-Zinn-Bronze | Gerhard Olbrich    | Lage                                 | | Erstes Frauendenkmal in Bremerhaven                                                      |